# Drágota
Drágota (Drăgoteni), település Romániában, a Partiumban, Bihar megyében.

## Fekvése
A Bihar-hegység alatt, a Bráje-patak mellett, Belényestől északnyugatra fekvő település.

## Története
Drágota nevét 1552-ben említette először oklevél Dragotha néven.
1808-ban Dragottyán, Dragotjani, 1851-ben Dragostyán,  1913-ban Drágota néven írták.
Drágota, Dragotyán földesura a görögkatolikus püspök volt.
1851-ben Fényes Elek írta a településről:
Dragostyán, Bihar vármegyében, rónás helyen, 651 görögkatholikus lakossal, anyatemplommal. Birja a váradi görög püspök.
1910-ben 714 lakosából 6 magyar, 707 román volt. Ebből 188 görögkatolikus, 519 görögkeleti ortodox, 7 izraelita volt.
A trianoni békeszerződés előtt Bihar vármegye Belényesi járásához tartozott.

## Nevezetességek
- Görög keleti temploma – a 18. század végén épült.
- Hímes tojás készítése (pöttyözés, pirosítás, festés) Drágotán: Húsvéti hagyomány, melyet a generációk egymásnak adnak tovább, és amely a Jézus Krisztus Feltámadását jelképezi. Drágotán széles körben űzik a kézművesség eme hagyományát a Húsvéti Ünnepek előtt, Nagypénteken pedig hímestojás készítő vetélkedőt rendeznek.